# جولي سيغفريد
جولي سيغفريد (بالفرنسية: Julie Siegfried)‏ هي نسوية ‏ فرنسية، ولدت في 13 فبراير 1848 في Luneray ‏ في فرنسا، وتوفيت في 28 مايو 1922 في باريس في فرنسا.